# ムッシュ・パピヨン
『ムッシュ・パピヨン』は宝塚歌劇団の舞台作品。雪組公演。
形式名は「ミュージカル・コメディ」。20場。
1976年1月1日から2月17日（新人公演：1月31日）まで宝塚大劇場（東京宝塚劇場未公演）で上演された。
併演作品は『白鷺の詩』。

## 解説
※『宝塚歌劇年100年史（舞台編）』の宝塚大劇場公演のページを参照。
アマゾンのジャングルで幻の蝶を追いかける若者・カルロスを巡って様々な事件が起こる喜劇作品。コメディー・タッチで進行する中、随所にラテンのダンス・ナンバーが入っている。

## 主な配役
※「（）」の人物は新人公演。
- カルロス - 汀夏子（千城恵）[2]
- アマリア - 麗美花（茜真弓）[2]

## スタッフ
- 作・演出：菅沼潤[1]
- 音楽：吉崎憲治[3]、中井光晴[3]、中川昌[3]
- 音楽指揮：溝口堯[3]
- 振付：喜多弘[3]、山田卓[3]、アキコ・カンダ[3]
- 装置：関谷敏昭[3]
- 衣装：任田幾英[3]
- 照明：今井直次[4]
- 音響・録音：松永浩志[4]
- 小道具：万波一重[4]
- 効果：坂上勲[4]
- 合唱指導：十時一夫[4]
- 演出助手：太田哲則[4]、南明[4]
- 制作：野田浜之助[4]